# Куницкий, Иван Дмитриевич
Иван Дмитриевич Куницкий (2 марта 1944, Бродок Заставновского района Черновицкой области — 2004, село Бродок Заставновского района Черновицкой области) — украинский советский деятель, председатель колхоза «Завет Ильича» Заставнивского района Черновицкой области. Депутат Верховного Совета СССР 10-го созыва.

## Биография
Родился в крестьянской семье. Окончил среднюю школу в селе Бродок Заставновского района Черновицкой области. Трудовую деятельность начал в 1964 году механиком колхоза.
В 1964—1967 годах — в Советской армии: служил в танковой части.
В 1967—1976 годах — механик колхоза, бригадир тракторной бригады колхоза «Большевик» села Бродок Заставновского района Черновицкой области. Окончил сельскохозяйственный техникум.
Член КПСС с 1969 года.
В 1976—1978 годах — председатель колхоза имени Октябрьской революции села Мусоровка Заставновского района Черновицкой области.
С 1978 года — председатель колхоза «Завет Ильича» села Юрковцы Заставновского района Черновицкой области.
Образование высшее. Окончил заочно Высшую партийную школу при ЦК КПУ в Киеве.
Потом — на пенсии в селе Бродок Заставновского района Черновицкой области.

## Награды
- орден Ленина
- орден Трудового Красного Знамени
- медали